# Malformação congénita
Malformações congénitas (português europeu) ou congênitas (português brasileiro) podem ser definidas como "todo defeito na constituição de algum órgão ou conjunto de órgãos que determine uma anomalia morfológica estrutural presente no nascimento devido à causa genética ambiental ou mista" (OPAS, 1984) Essa definição abrange todos os desvios em relação à forma, tamanho, posição, número e coloração de uma ou mais partes capazes de ser averiguadas macroscopicamente ao nascimento e/ou, segundo Freire-Maia (Freire-Maia, 1976), decorrente de condição morfológica congênita ainda que por ser discreta não tenha sido verificada na ocasião em que a criança nasceu.
O grupo de consulta da OPAS de 1984 (o.c.) ressalta a condição de ser identificada ao nascimento, para condições "discretas" referidas por Freire-Maia (o.c.), reserva a expressão "Defeito Congênito" (Birth Defect) onde inclui " toda anomalia funcional ou estrutural do desenvolvimento do feto devida a fatores originados antes do nascimento sejam genéticos, ambientais ou desconhecidos mesmo quando o defeito não seja aparente no Recém-Nascido e só se manifeste clinicamente mais tarde. (OPAS, 1984) Observe-se que nesse mesmo texto considera "Enfermidades Genéticas" no sentido amplo de desvios do estado de saúde devido total ou parcialmente à constituição genética do indivíduo.
Do ponto da herdabilidade as anomalias se incluem no grande grupo das doenças humanas causadas por mutações deletérias, com padrões identificados de herança o McKusic Mendelian Catalogue já inclui mais de 9.000 doenças ou agravos.

## Genética das anomalias
As malformações congênitas são extremamente variáveis tanto no tipo quanto no mecanismo causal, mas todas surgem de um transtorno do desenvolvimento durante a vida fetal. Nem todos os defeitos de nascimento são malformações no sentido anatômico, como vimos muitas anomalias bioquímicas que se manifestam ao nascimento ou no período neonatal são tidas como defeitos de nascimento (Birth Defect) muito embora não estejam associados a uma malformação atual e sejam visíveis ao nascimento. (Thompson & Thompson, 1976,1993)
A expressão " Anomálade ou Parádrome " não corresponde exatamente à sua tradução referente aos desvios de uma rota prevista. A expressão “anomalias” (desvio da norma) que tem sido usada como sinônimo de malformação, refere-se mais exatamente a um grupo de malformações ocasionadas por um defeito primário em um campo de desenvolvimento embrionário ou processo dismorfogenético ocasionado por um fator etiológico intrínseco ao processo de desenvolvimento distinguindo-se das "Rupturas" ou "Seqüências" do que alguns dismorfologistas reservam o termo Malformação, Malformação secundária ou ressaltam o seu caráter primordial (Smith,1985) (Opitz,1984)
"Malformação Primária" é considerada como resultantes de um processo de desenvolvimento intrinsecamente anormal. O termo intrinsecamente é relativo a mutações gênicas (como na acondroplasia e Síndrome de Marfan), anormalidades cromossômicas ou processos mistos, multifatoriais. Observe-se como assinala Opitz (1984) que o primórdio (anlage) já estava predestinado a ser anormal desde o seu início (concepção). ( Smith,1985; Opiz,1984)
O termo desenvolvimento refere-se a organogênese e morfogênese (embriogênese) excluindo portanto a histogênese cujas alterações são denominadas displasias, (Opiz,1984) ou organizações anormais dos tecidos (Smith,1985). Os dismorfologistas distinguem ainda as anomalias que podem ser classificadas como deformações ou anormalidades da forma e posição de uma parte do corpo causada por uma força mecânica que não leva a ruptura. (Smith,1985) Sendo portanto as malformações e displasias defeitos primários na embriogênese e organogênese enquanto que as deformações são secundárias.

## O ponto de vista clínico

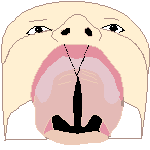
As fissuras labiopalatais podem ser:completas (quando atingem o lábio e o palato), ou incompletas (quando atingem somente uma dessas estruturas)

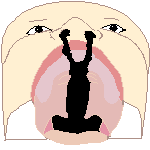
O lábio leporino ou fissura labiopalatal pode ser unilaterais (atingem somente um lado do lábio) ou bilaterais (fendas dos dois lados do lábio).

O ponto de vista clínico geralmente expressa a maior ou menor gravidade do quadro. Anomalias Discretas (Minor) são alterações morfológicas que não acarretam consequências sérias para o paciente, seja do ponto de vista médico ou estético. A vantagem do diagnóstico dessas anomalias baseia-se no fato de servirem de indicadores gerais de morfogênese anormal, assim como de pista capaz de levar ao diagnóstico de um determinado conjunto de malformações. (Smith, 1985)
As anomalias morfológicas que se afastam das variações individuais médias, levando a fortes restrições na vida normal do indivíduo são consideradas malformações graves. O parâmetro de maiores denota a gravidade do caso e indica, portanto a perda de função do(s) órgão(s) ou parte(s) do corpo afetada(s). Observe-se que malformações (mesmo as menos graves) são não-métricas (traços sim ou não) não formam uma transição da grave até atingir o normal (Smith,1985), como assinala (Thompsom & Tomphsom, 1993) convém ter em mente que a variação morfológica é comum e que nem todas as variantes são anomalias.
As anomalias podem sim, ser únicas ou múltiplas, estar associadas ou não, ser consequência de um processo de desenvolvimento alterado (sequências) ou ser tão frequentes a manifestação do conjunto de anomalias que mesmo ignorando-se as razões da sua associação (co-etiologia) são reconhecidas como síndromes e estudadas clinicamente como tal. A principal distinção de Síndromes para Sequências são as evidências de que nesse último caso trata-se de malformações secundárias (disrupções ou rupturas) quebras ou interferências em um processo originalmente normal como por exemplo membros que se desenvolveriam normalmente mas em função de alterações vasculares ou nervosas tiveram seu curso de desenvolvimento alterado (Smith,1985; Opitz,1984). Nas síndromes acredita-se que as múltiplas anomalias são independentes em vez de sequenciais, embora tenham uma única causa básica. (Smith,1985) (o.c. e

## Classificação
Existem várias maneiras ou sistemas de classificação de malformações congênitas. Na nomenclatura utilizada geralmente encontram-se epônimos (geralmente referindo-se ao cientista que identificou o quadro em questão); Sinais identificados (patognomônicos ou não); Regiões anatômicas afetadas e referências aos agentes etiológicos. Nem sempre a nomenclatura utilizada reflete os sistemas de classificação.
Um dos critérios mais simples de classificação é o que se encontra na proposição de Classificação Internacional de Doenças (CID) proposto pela Organização Mundial de Saúde (OMS) a 9ª revisão realizada em 1975 reserva 11 dos 13 grupos propostos, para as malformações (Anomalias congênitas) classificadas por região anatômica afetada, a saber, CID Números:
• 740. a 742. - Anencefalia e outras malformações do sistema nervoso;
• 743. - Anomalias congênitas do olho;
• 744. - Anomalias congênitas do ouvido, face e pescoço;
• 745. a 747. Anomalias congênitas do aparelho cardíaco e circulatório;
• 748. - Anomalias congênitas do aparelho respiratório;
• 749. - Fissura da abóbada palatina e lábio leporino;
• 750. a 751. - Outras anomalias congênitas do aparelho digestivo;
• 752. - Anomalias congênitas dos órgãos genitais;
• 753. - Anomalias congênitas do aparelho urinário;
• 754. a 756. - Anomalias e deformidades osteomusculares.
• 757 - Anomalias congênitas do tegumento
Os dois últimos grupos (758. e 759.) estão destinados a inclusão das Anomalias cromossômicas e "Malformações múltiplas e outras anomalias não especificadas" respectivamente. A CID é revista periodicamente e encontra-se, desde novembro de 2006, na sua décima edição.